# Manuel Rodrigues (football, 1942)
Pour les articles homonymes, voir Manuel Rodrigues.
Manuel Rodrigues, de son nom complet Manuel de Sousa Rodrigues, est un footballeur portugais né le 29 décembre 1942 à Lisbonne. Il évoluait au poste d'arrière droit.

## Biographie

### En club
Il est issu du centre de formation du CF Belenenses. Il passe neuf saisons de 1961 à 1970 avec le club lisboète,.
En 1970, il est transféré au GD CUF, club avec lequel il termine sa carrière en 1973,.
Il dispute au total 221 matchs pour 7 buts marqués en première division portugaise,. En compétitions européennes, il dispute 12 matchs en Coupe UEFA.

### En équipe nationale
International portugais, il reçoit trois sélections en équipe du Portugal en 1967 toutes dans le cadre des qualifications pour l'Euro 1968.
Il débute en sélection le 12 novembre contre la Norvège (victoire 2-1 à Porto).
Le 26 novembre, il joue contre la Bulgarie (défaite 0-1 à Sofia).
Il dispute son dernier match le 17 décembre contre la Bulgarie à nouveau (match nul 0-0 à Oeiras).